# Enel Green Power

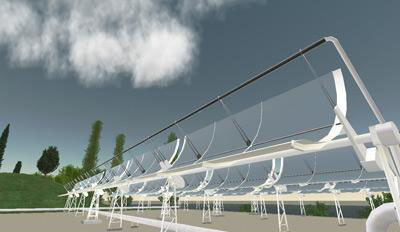
Représentation des miroirs cylindro-paraboliques (concentrateurs solaires) de la centrale Enel de Sicile

Enel Green Power S.p.A. est la société du Groupe Enel qui s'occupe du développement et de la gestion des activités de génération d'énergie à partir de sources renouvelables telles que le solaire, la géothermie, l'éolien, l'hydroélectricité,. Le groupe est sis à Rome et opère avec des actifs en exploitation ou en construction dans 19 pays et a également des activités de développement dans 5 autres pays. Avec une capacité gérée 66,4 GW (2,8 GW Storage), développée par plus de 1300 installations, Enel Green Power est le leader mondial dans le secteur des énergies propres. La production annuelle est de 148,33 TWh.

## Histoire
Enel Green Power a été fondé le 1er décembre 2008 pour concentrer les activités d'Enel dans la production d'énergie à partir de sources renouvelables.
À la suite de sa fondation, Enel Green Power s'est vu progressivement conféré les activités de la branche des énergies renouvelables en Italie jusqu'alors réalisées par Enel Produzione Spa et les activités exercées par Enel Investment Holding à l'international (Enel Latin America BV, Enel Erelis, Endesa).
En 2010, les conseils d'administration d'Endesa et d'Enel ont approuvé l'opération d'intégration des activités d'Endesa et d'Enel Green Power dans le secteur des énergies renouvelables en Espagne et au Portugal.
Entre 2011 et 2012, Enel Green Power développe l'éolien sur l'ensemble du territoire américain. Au Brésil, on inaugure dans l'état de Bahia la première d'une longue série d'installations alimentées par le vent, avec les 30 premiers MW de la centrale de Cristal, mais aussi dans les états USA de l'Oklahoma (Rocky Ridge avec 150 MW) et du Kansas (Caney River avec 200 MW). En 2012, on inaugure la centrale hydroélectrique de Palo Viejo, au Guatemala, de 85 MW. Parallèlement aux évolutions du business, entre 2013 et 2015, un nouveau modèle basé sur la durabilité se développe au sein même d'Enel Green Power : "Création de Valeur partagée" (Creating Shared Value, CSV), élaboré en 2011 par Mark Porter et Mark Kramer, dans lequel la durabilité est la voie à suivre pour chaque choix et où l'on a adopté une approche stratégique dans les domaines de la conception, de la rédaction de projets, de la construction et de la gestion des équipements. Chacune de ces phases se distingue par une attention particulière pour la protection environnementale, l'utilisation rationnelle des ressources, la promotion de la santé et de la sécurité sur le travail, l'économie circulaire et la création de nouvelles opportunités de développement pour les communautés locales.
À la fin de 2015, Enel Green Power gère 11 GW de capacité installée, génère 33,6 TWh d'énergie avec une présence dans 23 pays.
La recherche de la durabilité devient prioritaire pour l'Assemblée des Nations unies, laquelle lance en 2016 les 17 objectifs de Développement Durable (Sustainable Development Goals, SDGs) à atteindre d'ici à 2030. Au cours de la période 2016 - 2018, Enel Green Power devient le leader mondial du secteur des énergies renouvelables, et, en réponse à l'invitation de l'ONU, le groupe intègre les objectifs SDGs à sa stratégie industrielle et s'engage à atteindre les objectifs relatifs à la qualité de l'éducation (SDG 4), aux énergies propres et économiquement accessibles (SDG 7), à la dignité au travail et à la croissance économique (SDG 8), à la lutte contre le changement climatique (SDG 13). Citons par exemple les projets qui ont vu le jour parallèlement aux constructions des centrales en Afrique du Sud, en Éthiopie (Metehara de 100 MW), en Australie (Bungala Solar) et en Amérique du Sud : au Pérou, avec l'entrée en service du parc éolien de Wayra I et le démarrage de la centrale solaire Rubi au Guatemala, où se dresse la centrale hydroélectrique d'El Canadá, au Mexique, le "cielito lindo" permet à EGP d'apporter au réseau plus de 1 GW de nouvelle puissance photovoltaïque, au Mexique avec la construction des parcs éoliens d'Amistad (220 MW), Amistad II (100 MW) et Salitrillos (103 MW). Le pays d'Amérique centrale est aussi un exemple de l'application du modèle "Build, Sell, Operate", qui permet à Enel de réduire l'endettement et de générer de la valeur, tout en maintenant la gestion opérationnelle des équipements.
Les objectifs de croissance pour les prochaines années se concentrent essentiellement sur les marchés mûrs où Enel Green Power est déjà présent et sur les nouveaux marchés clés ayant un incroyable potentiel en sources renouvelables, comme le Canada, l'Australie et l'Inde.
Activités de Production septembre 2021, avec plus de 1300 installations en exploitation, Enel Green Power est présent sur les 5 continents (Europe, Amérique, Afrique, Asie, Océanie), dans 27 pays (en exploitation : Italien, Espagne, Grèce, États-Unis, Canada, Mexique, Argentine, Brésil, Chili, Colombie, Costa Rica, Guatemala, Panama, Maroc, Afrique du Sud, Zambie, Australie, Inde ; en Développement : Portugal, Éthiopie, Kenya, Indonésie, Singapour ; En Construction : Russie). Enel Green Power gère environ 66,4 GW de capacité renouvelable totale. Depuis 2013, Enel Green Power opère selon le modèle de Creating Shared Value : une stratégie basée sur l'intégration de la durabilité dans les processus de la chaîne de la valeur du business. Le modèle se concentre sur deux niveaux : d'un côté on définit les domaines d'intervention potentiellement en ligne avec les objectifs de l'entreprise et, de l'autre, on crée des opportunités pour l'entreprise, pour les communautés et l'environnement. Le résultat est la réalisation d'un business de plus en plus durable. Pour appliquer le modèle, Enel Green Power commence par la phase de Développement de Business avec une analyse des contextes économiques, sociaux, environnementaux et culturels, puis enchaîne avec la phase d'Ingénierie et de Construction avec le modèle de chantier durable visant à prévoir les impacts et de les atténuer en amont grâce à des solutions de conception durable et, enfin, lors de la phase d'Exploitation et de Maintenance, l'entreprise se concentre sur la création d'opportunités de travail et sur des actions visant à améliorer l'efficacité opérationnelle de l'installation. En 2016, à la suite du lancement par l'Assemblée des Nations unies des 17 Objectifs de Développement Durable (Sustainable Development Goals, SDGs) à atteindre d'ici à 2030, Enel Green Power intègre les objectifs SDGs à sa stratégie industrielle, en l'associant au modèle CSV. Entre 2020 et 2021, Enel Green Power a lancé des projets de développement de l’hydrogène vert.
Le 25 octobre 2023, Enel Green Power a annoncé la cession de ses participations en Roumanie à la société grecque Public Power Corporation S.A., conformément à l'accord de vente signé le 9 mars 2023. Cette opération s'inscrit dans le cadre des priorités stratégiques du groupe, avec le repositionnement d'Enel sur des pays à plus forte présence intégrée tels que l'Italie, l'Espagne, les États-Unis, le Brésil, le Chili et la Colombie,.
En décembre 2023, Enel Green Power a annoncé la vente de 50 % d'Enel Green Power Hellas à Macquarie Asset Management. En vertu de l'accord, les deux sociétés ont créé une coentreprise pour cogérer le portefeuille actuel de production d'Enel Green Power Hellas à partir de sources renouvelables, en continuant à développer ses projets.
Le 4 janvier 2024, Enel Green Power a annoncé avoir finalisé la vente à ORMAT Technologies Inc. d'un portefeuille d'environ 150 MW comprenant des centrales géothermiques et solaires en activité aux États-Unis.
En mai 2024, Enel a annoncé qu'Enel Perú, contrôlée par l'intermédiaire de la société cotée chilienne Enel Américas, a vendu la totalité de ses participations dans les sociétés de production électrique Enel Generación Perú et Compañía Energética Veracruz à Niagara Energy. Cette cession, prévue dans le Plan Stratégique 2024-2026, est en ligne avec l'objectif de garantir au Groupe une structure financière solide et durable et d'augmenter la part du capital investi dans les zones géographiques où le Groupe a concentré son Plan Stratégique.
En ligne avec la Vision 2040, en novembre 2024 Enel Green Power a présenté le plan stratégique 2025-2027 qui allouait environ 12 milliards d'euros à l’énergie renouvelables, augmentant la capacité d'environ 12 GW. Le mix technologique comprenait plus de 70% d'éoliennes terrestres et de technologies répartissables, proposant environ 76 GW de capacité totale d'ici 2027,.
En Australie, où Enel Green Power est présente depuis 2017, elle conserve 4 centrales solaires situées en Australie du Sud et à Victoria, d'une capacité totale de 310 MW, et un parc éolien de 75 MW en Australie occidentale. Parallèlement, une centrale solaire à Victoria de 93 MW est en phase de démarrage. 50% de la filiale Enel Green Power Australia a été cédée à INPEX en septembre 2023, donnant lieu à une cogestion de la propriété.
En décembre 2024, Potentia Energy a vu le jour, une nouvelle entité de cogestion entre EGP et INPEX pour le développement de projets liés aux énergies renouvelables, avec plus de 7 GW d'initiatives déjà incluses dans le plan de développement qui concernaient l'éolien, l'énergie solaire, les systèmes de stockage et les projets hybrides.
En février 2025, par l’intermédiaire de sa filiale Endesa Generación, Enel a finalisé l’acquisition de Corporación Acciona Hidráulica, une société du groupe Acciona, comprenant 34 centrales hydroélectriques situées dans le nord-est de l’Espagne, pour une capacité installée totale de 626 MW.

### Gouvernance
CEOs
- Francesco Starace (17 septembre 2008 - 29 mai 2014)[37]
- Francesco Venturini (30 mai 2014 - 27 avril 2017)[38]
- Antonio Cammisecra (28 avril 2017 - 30 septembre 2020)[39]
- Salvatore Bernabei (a partir du 1er octobre 2020)[40]

### Tableau récapitulatif de la capacité d'électricité en GW (*)
|           | Solaire | Éolien | Hydroélectrique | Géothermie | Biomasse | Storage | Total par Technologie |
| --------- | ------- | ------ | --------------- | ---------- | -------- | ------- | --------------------- |
| Europe    | 3,1     | 4,14   | 18,39           | 0,78       | 0,06     | 1,18    | 27,65                 |
| Amérique  | 10,13   | 13,58  | 9,95            | 0,08       |          | 1,67    | 35,42                 |
| Afrique   | 0,36    | 1,74   |                 |            |          |         | 2,10                  |
| Océanie   | 0,40    | 0,08   |                 |            |          |         | 0,48                  |
| Asie      | 0,42    | 0,34   |                 |            |          |         | 0,76                  |
| Total EGP | 14,41   | 19,87  | 28,35           | 0,86       | 0,06     | 2,85    | 66,40                 |

(*) données mises à jour au 31 mars 2025